# Таваф
Таваф (араб. طواف, «обхід», «ходіння навколо») — ходіння навколо Кааби.

Таваф є обов'язковим елементом «малого паломництва» (умра), двічі здійснюється під час «великого паломництва» (хадж) — після прибуття до Мекки (таваф ат-тахія) і під час закінчення хаджу (таваф аль-вада). Окрім того, таваф може здійснюватись як акт благочестя жителями Мекки та її гостями в інший час (особливо у п'ятницю, в рамадан)

## Проведення обряду

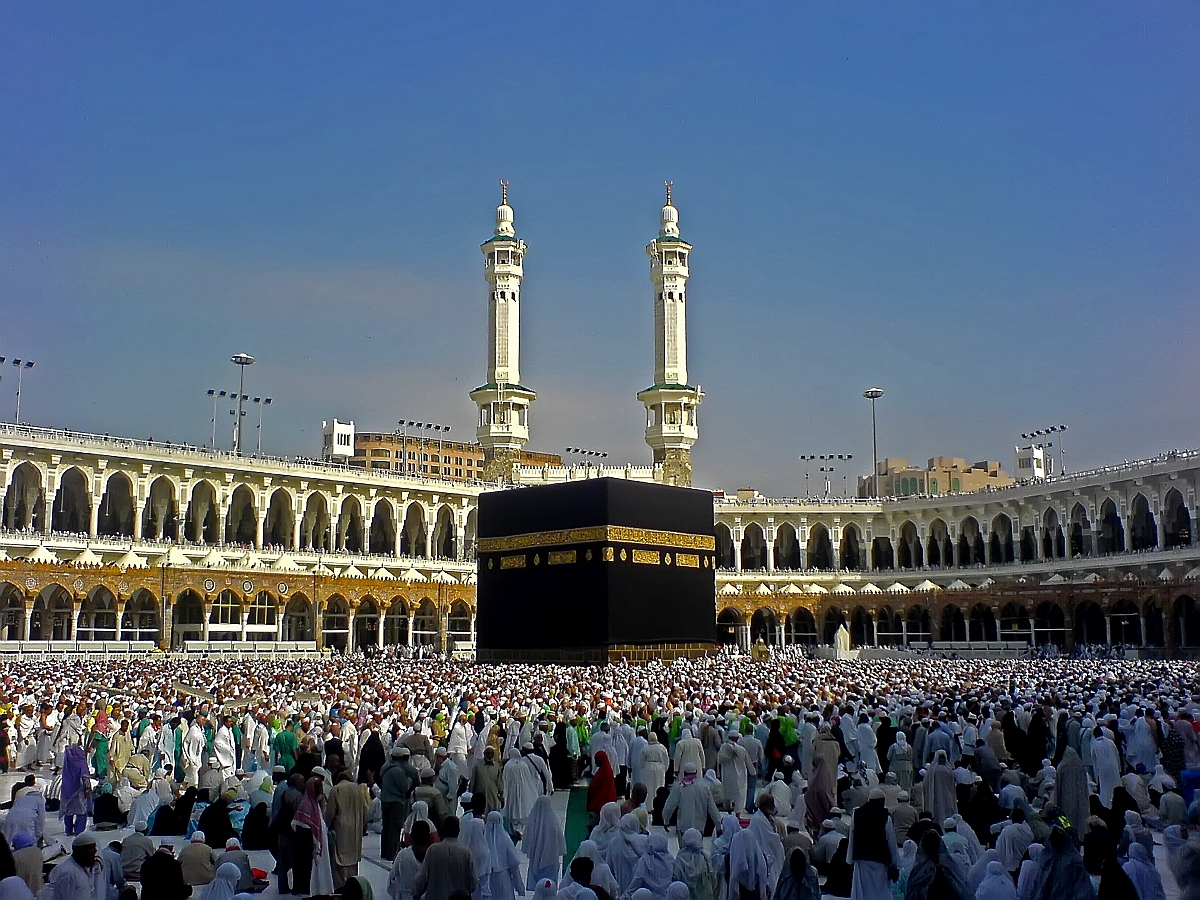
Паломники навколо Кааби

Для того щоб здійснити таваф паломник має увійти до мечеті Аль-Харам з правої ноги через «Ворота миру» (Баб ас-салам). Пройшовши до «чорного каменя» (Хаджар аль-Асвад), вбудованого у північно-східний кут Кааби, він цілує його (такбіл) або доторкається рукою, а потім підносить її до вуст (істилам). Після поклоніння «чорному каменю» починається семикратний обхід Кааби. Іти потрібно близько від стіни проти годинникової стрілки. Під час тавафу здійснюється поклоніння «іракському» і «єменському» кутам храму (цілування, дотик рукою, виголошення спеціальних молитовних формул). Перші три кола слід пройти швидким кроком або пробігти підтюпцем (рамал), решту кіл проходять кроком. Таваф може поєднуватися з молитвою (салят). Рекомендується упівголоса давати поради тим, хто не знає всіх правил тавафу. Після закінчення семикратного обходу Кааби необхідно підійти до місця коло входу до неї (мултазам), притиснутися до нього усім тілом, піднести праву руку в бік входу і промовити славослів'я Аллаху, Мухаммеду, просити милості та прощення гріхів. Насамкінець здійснюється молитва у два ракати, під час першого читається сура Аль-Кафірун («Невірні»), під час другого — сура Аль-Іхляс («Очищення»).
Жінкам рекомендується здійснювати таваф окремо від чоловіків, по зовнішньому, а не по внутрішньому колу Кааби. Одначе, цей припис порушується[джерело?].

## Походження обряду
Обряд відомий із доісламських часів.
Основні елементи тавафу: семикратний обхід, біг підтюпцем, поклоніння «чорному каменю», притискання до священних стін — прийшли в іслам з доісламських практик. «Нововведенням» стало передовсім включення тавафу до обрядів хаджу, поєднання тавафу з молитвою, а також комплекс ритуальних дій, пов'язаних із суто мусульманською символікою.
За мусульманською традицією, основні правила тавафу були викладені Мухаммедом під час «прощального хаджу» 632 р.